# Mr. Blue (Yazoo)
"Mr. Blue" is een nummer van het Britse synthpopduo Yazoo. Het nummer verscheen als de vierde track op hun tweede en laatste studioalbum You and Me Both uit 1983. Op zaterdagavond 28 november 1992 zong de Nederlandse zanger René Klijn het nummer live tijdens de uitzending van het televisieprogramma De schreeuw van De Leeuw bij de VARA op Nederland 3 en werd in het voorjaar van 1993 op single uitgebracht. De single werd een nummer 1-hit in zowel de Nederlandse Top 40 als in de destijds nieuwe publieke hitlijst op Radio 3; de Mega Top 50.

## Achtergrond
De originele versie van "Mr. Blue" is geschreven door instrumentalist Vince Clarke en geproduceerd door Yazoo in samenwerking met Eric Radcliffe. Het verscheen op het tweede en laatste studioalbum van de groep, You and Me Both, dat enkele weken nadat zij hadden aangekondigd om uit elkaar te gaan werd uitgebracht. Het nummer werd niet op single uitgebracht.
Op zaterdagavond 28 november 1992 was René Klijn te gast bij het VARA televisieprogramma De schreeuw van De Leeuw op Nederland 3, waarin hij in gesprek met presentator Paul de Leeuw vertelt over zijn ziekte aids. Aan het einde van het programma zong hij "Mr. Blue" live in duet met De Leeuw. Deze uitzending werd beloond met de "Bronzen Roos" op het festival van Montreux en de Zilveren Medaille TV programs and Promotion Award op het New York Festival.
Later nam Klijn een studioversie van "Mr. Blue" op, dat in maart 1993 op cd-single verscheen. Op deze opname spelen onder anderen saxofonist Candy Dulfer en pianist Cor Bakker mee. De single behaalde de eerste plaats in zowel de Nederlandse Top 40 als in de destijds nieuwe publieke hitlijst op Radio 3; de Mega Top 50 en werd in Nederland de bestverkochte single van 1993. Op de cd-single staan daarnaast covers van "I Need You" van Paul Carrack (in samenwerking met Dulfer) en "My Best Friend" in duet met Loïs Lane. Ook de liveversie van het nummer uit De schreeuw van De Leeuw staat op de single. In 2007 werd het nummer door De Leeuw tijdens Symphonica in Rosso gespeeld, waarbij de originele zang van Klijn te horen is.

## Hitnoteringen

### Nederlandse Top 40
| Hitnotering: 20-03-1993 t/m 26-06-1993 | Hitnotering: 20-03-1993 t/m 26-06-1993 | Hitnotering: 20-03-1993 t/m 26-06-1993 | Hitnotering: 20-03-1993 t/m 26-06-1993 | Hitnotering: 20-03-1993 t/m 26-06-1993 | Hitnotering: 20-03-1993 t/m 26-06-1993 | Hitnotering: 20-03-1993 t/m 26-06-1993 | Hitnotering: 20-03-1993 t/m 26-06-1993 | Hitnotering: 20-03-1993 t/m 26-06-1993 | Hitnotering: 20-03-1993 t/m 26-06-1993 | Hitnotering: 20-03-1993 t/m 26-06-1993 | Hitnotering: 20-03-1993 t/m 26-06-1993 | Hitnotering: 20-03-1993 t/m 26-06-1993 | Hitnotering: 20-03-1993 t/m 26-06-1993 | Hitnotering: 20-03-1993 t/m 26-06-1993 | Hitnotering: 20-03-1993 t/m 26-06-1993 | Hitnotering: 20-03-1993 t/m 26-06-1993 |
| Week                                   | 1                                      | 2                                      | 3                                      | 4                                      | 5                                      | 6                                      | 7                                      | 8                                      | 9                                      | 10                                     | 11                                     | 12                                     | 13                                     | 14                                     | 15                                     |                                        |
| -------------------------------------- | -------------------------------------- | -------------------------------------- | -------------------------------------- | -------------------------------------- | -------------------------------------- | -------------------------------------- | -------------------------------------- | -------------------------------------- | -------------------------------------- | -------------------------------------- | -------------------------------------- | -------------------------------------- | -------------------------------------- | -------------------------------------- | -------------------------------------- | -------------------------------------- |
| Positie                                | 19                                     | 10                                     | 4                                      | 1                                      | 1                                      | 1                                      | 1                                      | 1                                      | 3                                      | 5                                      | 7                                      | 11                                     | 17                                     | 23                                     | 34                                     | uit                                    |

### Mega Top 50
| Hitnotering: 13-03-1993 t/m 17-07-1993 | Hitnotering: 13-03-1993 t/m 17-07-1993 | Hitnotering: 13-03-1993 t/m 17-07-1993 | Hitnotering: 13-03-1993 t/m 17-07-1993 | Hitnotering: 13-03-1993 t/m 17-07-1993 | Hitnotering: 13-03-1993 t/m 17-07-1993 | Hitnotering: 13-03-1993 t/m 17-07-1993 | Hitnotering: 13-03-1993 t/m 17-07-1993 | Hitnotering: 13-03-1993 t/m 17-07-1993 | Hitnotering: 13-03-1993 t/m 17-07-1993 | Hitnotering: 13-03-1993 t/m 17-07-1993 | Hitnotering: 13-03-1993 t/m 17-07-1993 | Hitnotering: 13-03-1993 t/m 17-07-1993 | Hitnotering: 13-03-1993 t/m 17-07-1993 | Hitnotering: 13-03-1993 t/m 17-07-1993 | Hitnotering: 13-03-1993 t/m 17-07-1993 | Hitnotering: 13-03-1993 t/m 17-07-1993 | Hitnotering: 13-03-1993 t/m 17-07-1993 | Hitnotering: 13-03-1993 t/m 17-07-1993 | Hitnotering: 13-03-1993 t/m 17-07-1993 | Hitnotering: 13-03-1993 t/m 17-07-1993 |
| Week                                   | 1                                      | 2                                      | 3                                      | 4                                      | 5                                      | 6                                      | 7                                      | 8                                      | 9                                      | 10                                     | 11                                     | 12                                     | 13                                     | 14                                     | 15                                     | 16                                     | 17                                     | 18                                     | 19                                     |                                        |
| -------------------------------------- | -------------------------------------- | -------------------------------------- | -------------------------------------- | -------------------------------------- | -------------------------------------- | -------------------------------------- | -------------------------------------- | -------------------------------------- | -------------------------------------- | -------------------------------------- | -------------------------------------- | -------------------------------------- | -------------------------------------- | -------------------------------------- | -------------------------------------- | -------------------------------------- | -------------------------------------- | -------------------------------------- | -------------------------------------- | -------------------------------------- |
| Positie                                | 40                                     | 11                                     | 3                                      | 1                                      | 1                                      | 1                                      | 1                                      | 1                                      | 1                                      | 3                                      | 3                                      | 3                                      | 4                                      | 7                                      | 10                                     | 20                                     | 28                                     | 31                                     | 40                                     | uit                                    |

### NPO Radio 2 Top 2000
| Nummer met noteringen in de NPO Radio 2 Top 2000 | '99 | '00 | '01 | '02 | '03 | '04 | '05 | '06 | '07  | '08 | '09  | '10  | '11  | '12  | '13  | '14  | '15  | '16  | '17  | '18  | '19  |
| ------------------------------------------------ | --- | --- | --- | --- | --- | --- | --- | --- | ---- | --- | ---- | ---- | ---- | ---- | ---- | ---- | ---- | ---- | ---- | ---- | ---- |
| Mr. Blue                                         | 400 | 488 | 881 | 747 | 689 | 838 | 956 | 895 | 1067 | 861 | 1097 | 1233 | 1187 | 1400 | 1135 | 1418 | 1440 | 1417 | 1146 | 1788 | 1966 |

1. ↑  Een vetgedrukt getal geeft de hoogste notering aan.
2. ↑  Deze tabel is bijgewerkt tot en met de meest recente editie (2024).